# Birgit Heeb
Birgit Heeb-Batliner (* 14. Oktober 1972 in Mauren als Birgit Heeb) ist eine ehemalige Liechtensteiner Skirennläuferin. Sie war auf die Disziplin Riesenslalom spezialisiert und konnte ein Weltcuprennen gewinnen.

## Biografie
Heeb machte erstmals bei den Juniorenweltmeisterschaften 1991 auf sich aufmerksam, als sie im Super-G Rang zehn belegte. Am 15. Dezember 1991 bestritt sie ihr erstes Weltcuprennen, den Super-G in Santa Caterina, konnte sich jedoch als 50. nicht in den Punkterängen klassieren. Sie nahm 1992 an ihren ersten Olympischen Winterspielen in Albertville teil und wurde 20. in der Kombination. 1993 war sie bei den Weltmeisterschaften in Morioka am Start und im Jahr darauf bei den Olympischen Winterspielen 1994 in Lillehammer. Dort erreichte sie im Riesenslalom Rang elf.
Die ersten Weltcuppunkte folgten am 26. November 1994 mit einem grossartigen vierten Platz im Riesenslalom von Park City. Dieses Ergebnis konnte sie kurz darauf in Vail wiederholen. In dieser Saison 1994/95 belegte sie in der Riesenslalom-Disziplinenwertung Rang zehn. Danach konnte sie im Weltcup vereinzelt Spitzenränge im Riesenslalom erreichen. Bei den Weltmeisterschaften 1996 in der Sierra Nevada wurde sie im Riesenslalom Siebente und bei den Olympischen Winterspielen 1998 in Nagano Neunte. 
Am 19. November 1998 folgte der erste Podestplatz im Weltcup beim Riesenslalom in Park City mit Platz drei. Dazu kamen weitere Top-Ten-Platzierungen und am Ende der Saison 1998/99 Rang sechs im Riesenslalomweltcup. Bei den Weltmeisterschaften 1999 in Vail wurde sie nach einem schweren Fehler im zweiten Durchgang Zwölfte in ihrer Spezialdisziplin. In der folgenden Saison 1999/2000 erreichte sie beim Riesenslalom in Cortina d’Ampezzo Platz zwei hinter Anna Ottosson und konnte dazu zweimal als Dritte aufs Podest fahren (Lienz 1999 und Bormio 2000). In der Riesenslalom-Disziplinenwertung belegte sie Rang sieben. Bei den Weltmeisterschaften 2001 in St. Anton wurde sie nach eher schwachen Saisonleistungen überraschend Fünfte im Riesenslalom.
Der erste und einzige Weltcupsieg folgte in ihrer letzten Saison 2002/03 am 21. November 2002 beim Riesenslalom in Park City. Sie gewann das Rennen vor Alexandra Meissnitzer und Janica Kostelić. Bei den Weltmeisterschaften 2003 in St. Moritz wurde sie Zehnte im Riesenslalom. Im März 2003 gab sie ihren Rücktritt vom aktiven Skirennsport bekannt.
Heeb ist seit Herbst 2001 mit der Journalisten und Politiker Alexander Batliner verheiratet und hat zwei Kinder, einen Sohn und eine Tochter. 

## Erfolge

### Olympische Spiele
- Albertville 1992: 20. Kombination, 30. Super-G
- Lillehammer 1994: 11. Riesenslalom
- Nagano 1998: 9. Riesenslalom

### Weltmeisterschaften
- Morioka 1993: 32. Super-G
- Sierra Nevada 1996: 7. Riesenslalom
- Sestriere 1997: 23. Super-G
- Vail 1999: 12. Riesenslalom
- St. Anton 2001: 5. Riesenslalom
- St. Moritz 2003: 10. Riesenslalom

### Weltcup
- Saison 1995/96: 10. Riesenslalomweltcup
- Saison 1999/00: 6. Riesenslalomweltcup
- Saison 2000/01: 7. Riesenslalomweltcup
- 5 Podestplätze, davon 1 Sieg:

| Datum             | Ort       | Land | Disziplin    |
| ----------------- | --------- | ---- | ------------ |
| 21. November 2002 | Park City | USA  | Riesenslalom |

### Juniorenweltmeisterschaften
- Geilo/Hemsedal 1991: 10. Super-G, 16. Kombination, 24. Riesenslalom, 33. Abfahrt, 37. Slalom

### Weitere Erfolge
- 1 Sieg im Europacup (Riesenslalom in Arosa 2002)
- 1 Sieg im Nor-Am Cup (Riesenslalom in Beaver Creek 1998)
- 3 Siege in FIS-Rennen seit 1995 (2× Riesenslalom, 1× Super-G)

## Auszeichnungen
Heeb wurde acht Mal als Liechtensteinische Sportlerin des Jahres ausgezeichnet (1994, 1995 und 1997 bis 2002).
Im November 2021 erhielt Heeb das Goldene Lorbeerblatt für ihr enormes Engagement und ihre herausragenden Leistungen für die Liechtensteiner Sportwelt.